# Mariano Andreu
Pour les articles homonymes, voir Andreu.
Mariano Andreu, né à Barcelone le 10 avril 1888 et mort à Biarritz le 28 mars 1976, est un peintre espagnol.

## Biographie
Andreu expose en mai 1926 à la galerie Barbazanges (Paris). Il expose en 1928 au Salon d'automne et au Salon des Tuileries des scènes historiques espagnoles.
Il réalise des maquettes de décors de pièces de théâtre dont Supplément au voyage de Cook et La guerre de Troie n'aura pas lieu, de Jean Giraudoux au Théâtre l'Athénée, en 1935.